# 静岡県道275号袋井停車場線
静岡県道275号袋井停車場線（しずおかけんどう275ごう ふくろいていしゃじょうせん）は静岡県袋井市内を通る県道（一般県道）である。

## 概要

### 路線データ
- 起点：静岡県袋井市高尾町（JR袋井駅）
- 終点：静岡県袋井市永楽町・永楽町交差点（静岡県道413号磐田袋井線（旧国道1号）・静岡県道58号袋井春野線交点）

## 重複区間
- 静岡県道253号掛川袋井線（袋井市袋井）

## 地理

### 通過する自治体
- 静岡県
  - 袋井市

### 接続路線
- 静岡県道251号袋井小笠線
- 静岡県道253号掛川袋井線
- 静岡県道413号磐田袋井線（旧国道1号）
- 静岡県道58号袋井春野線